# ティウ・キュイク
ティウ・キュイク （Tiiu Kuik, 1987年3月16日 - ）は、エストニアのファッションモデル。身長181センチ。猫のような顔立ちと、左頬のほくろがトレードマーク。業界内では美肌の持ち主としても有名。
タリンで生まれ、13歳のときに地元の食品見本市でスカウトされる。当初は日本でモデル業をしていたこともある。のちにイタリアへ移ってから注目を浴びた。グッチ、ルイ・ヴィトン、シャネルなど40以上のメゾンのショーに出演している。
セリーヌ・ディオンプロデュース、ディオールの香水「J'adore」の広告に出演。
現在、アメリカの化粧品ブランドCovergirlの広告に出演中。